# 弯道站
弯道站是位于黑龙江省嫩江县嫩江县鹤山农场的一个铁路车站，邮政编码161439。车站建于1985年，有富西铁路经过该站，现仅办理客运业务，不办理货运业务，车站及其上下行区间均未电气化。车站距离富裕站152公里，隶属哈尔滨铁路局，是五等站。
1. ↑   (PDF). 中铁工程设计咨询集团有限公司. 2024 –嫩江市人民政府.